# Enrique Rambal
Enrique Rambal Saciá Valencia (España), 8 de mayo de 1924-Ciudad de México, 15 de diciembre de 1971) fue un actor hispanomexicano. Es recordado por haber interpretado a Jesús en El mártir del Calvario (1952), personificación por la que fue inmortalizado con la estatua colosal de Cristo Rey, una de las esculturas más altas de México.

## Biografía y carrera
Hijo del actor y director teatral Enrique Rambal García, comenzó su carrera de actor en su España natal en la década de 1940. Durante una de sus giras por América, decide establecer su residencia en México en la década de 1950. En 1952 debuta en El mártir del Calvario en el papel de Jesucristo. Fue un prolífico actor de drama y comedia. Se casó por primera vez con la actriz española Mercedes Borqué, con quien procreó tres hijos, una niña y dos niños: Virginia, Enrique, y Mario. Después de acordar el divorcio con su primera esposa, en 1952 se casó con la actriz argentina Lucy Gallardo, con la que tuvo una hija, Rebeca Rambal, misma que se convertiría en actriz y presentadora de televisión.

## Muerte
El 15 de diciembre de 1971, Rambal falleció en la Ciudad de México a los 47 años de edad, a causa de un infarto de miocardio y una insuficiencia coronaria. Su cuerpo fue enterrado en la parcela de la Asociación Nacional de Actores (ANDA) del Panteón Jardín, ubicado en la misma ciudad.

## Filmografía

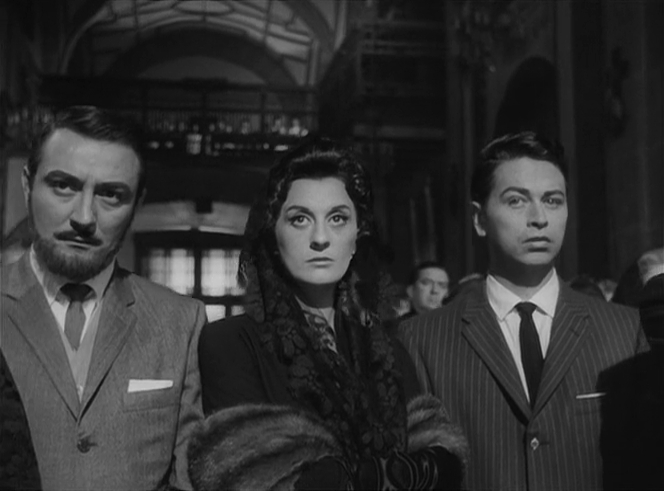
De izquierda a derecha: Rambal, Lucy Gallardo, y Xavier Loyá, en El ángel exterminador (1962).

### Cine
| Año  | Título                                    | Personaje | Notas |
| ---- | ----------------------------------------- | --------- | ----- |
| 1952 | El mártir del Calvario                    | Jesús     |       |
| 1954 | La sombra de Cruz Diablo                  |           |       |
| 1954 | Prisionera del pasado                     |           |       |
| 1954 | La entrega                                |           |       |
| 1954 | Retorno a la juventud                     |           |       |
| 1955 | La culpa de los hombres                   |           |       |
| 1956 | Una lección de amor                       |           |       |
| 1956 | Primavera en el corazón                   |           |       |
| 1956 | Cara de ángel                             |           |       |
| 1957 | Dos diablillos en apuros                  |           |       |
| 1958 | El hombre y el monstruo                   |           |       |
| 1958 | Los hijos del divorcio                    |           |       |
| 1958 | Tu hijo debe nacer                        |           |       |
| 1959 | Amor en la sombra                         |           |       |
| 1959 | Yo pecador                                |           |       |
| 1959 | Melodías inolvidables                     |           |       |
| 1959 | El derecho a la vida                      |           |       |
| 1960 | Aventuras de Joselito y Pulgarcito        |           |       |
| 1960 | Las Leandras                              |           |       |
| 1960 | La estrella vacía                         |           |       |
| 1961 | Senda prohibida                           |           |       |
| 1961 | Los jóvenes                               |           |       |
| 1962 | El ángel exterminador                     |           |       |
| 1962 | Si yo fuera millonario                    |           |       |
| 1962 | Cascabelito                               |           |       |
| 1962 | El pecado de una madre                    |           |       |
| 1963 | Santo en el museo de cera                 |           |       |
| 1964 | La juventud se impone                     |           |       |
| 1964 | Los amores de Marieta - Los Fabulosos 20s |           |       |
| 1965 | Cuando el diablo sopla                    |           |       |
| 1965 | Los hijos que yo soñé                     |           |       |
| 1965 | Destino: Barajas                          |           |       |
| 1967 | La vuelta del mexicano                    |           |       |
| 1967 | Estrategia matrimonial                    |           |       |
| 1968 | 5 de chocolate y 1 de fresa               |           |       |
| 1968 | El día de la boda                         |           |       |
| 1969 | El criado malcriado                       |           |       |
| 1969 | La casa de las muchachas                  |           |       |
| 1969 | El mundo de los aviones                   |           |       |
| 1969 | Las fieras                                |           |       |
| 1970 | El cuerpazo del delito                    |           |       |
| 1970 | Sexo y crimen                             |           |       |
| 1970 | El despertar del lobo                     |           |       |
| 1970 | La rebelión de las hijas                  |           |       |
| 1971 | Hay ángeles sin alas                      |           |       |
| 1971 | OK, Cleopatra                             |           |       |
| 1971 | El sinvergüenza                           |           |       |
| 1971 | Una vez, un hombre...                     |           |       |
| 1971 | Trampa para una niña                      |           |       |
| 1971 | Para servir a usted                       |           |       |
| 1971 | Las reglas del juego                      |           |       |
| 1971 | Siempre hay una primera vez               |           |       |
| 1971 | Juegos de alcoba                          |           |       |
| 1972 | Cuna de valientes                         |           |       |
| 1972 | ¿Quién mató al abuelo?                    |           |       |
| 1972 | Jesús, María y José                       |           |       |
| 1972 | La pequeña señora de Pérez                |           |       |
| 1972 | ¡Cómo hay gente sinvergüenza!             |           |       |
| 1972 | El medio pelo                             |           |       |
| 1973 | Besos, besos y más besos                  |           |       |
| 1973 | El derecho de los pobres                  |           |       |

### Televisión
| Año  | Título                 | Personaje      |
| ---- | ---------------------- | -------------- |
| 1963 | Doña Macabra           |                |
| 1963 | Mi mujer y yo          |                |
| 1964 | La mujer dorada        |                |
| 1966 | El derecho de nacer    |                |
| 1966 | El despertar           |                |
| 1966 | Más fuerte que tu amor |                |
| 1967 | Entre sombras          |                |
| 1968 | Los Caudillos          | Miguel Hidalgo |
| 1968 | Cynthia                |                |